# Meiocardia sanguineomaculata
Meiocardia sanguineomaculata is een tweekleppigensoort uit de familie van de Glossidae. De wetenschappelijke naam van de soort is voor het eerst geldig gepubliceerd in 1882 door Dunker.